# یوری بالاشوف
یوری سرگیویچ بالاشوف (روسی: Ю́рий Серге́евич Балашо́в) زادهٔ ۱۲ مارس ۱۹۴۹م، برابر با شنبه، ۲۱ اسفند ۱۳۲۷خ، (۷۵ساله) در استان کورگان از  فدراسیون روسیه، یک شطرنج باز روس است. وی در سال ۱۹۴۳م، موفق به دریافت عنوان استادبزرگ شطرنج از فدراسیون بین‌المللی شطرنج شد. بهترین رتبه وی در سامانه رده‌بندی الو، ۲۶۰۰ بوده‌است.

## سوابق شطرنج
یوری بالاشوف در سال ۱۹۴۹م، برابر با سال ۱۳۲۷خ، در شادرینسک که در آن زمان از توابع اتحاد جماهیر شوروی سوسیالیستی بود، به دنیا آمد. وی در سال ۱۹۷۳م، موفق به کسب عنوان استادبزرگ شطرنج از فدراسیون بین‌المللی شطرنج گردید. بالاشوف، در سال ۱۹۷۰م، مقام اول در مسکو را نصیب خود کرد و در سال۱۹۷۶م، پس از آناتولی کارپوف، نایب قهرمان مسابقات شطرنج در کل اتحاد جماهیر شوروی شد.
 همچنین وی در سال ۱۹۷۷م، در مسابقات قهرمانی شطرنج لیتوانی، مقام اول را کسب کرد. همان سال در مسابقات لون پاین، کالیفرنیا اول شد و در سال ۱۹۸۲م، در ویک آن زی به قهرمانی رسید. در سال ۲۰۱۴م، در مسابقات بزرگسالان آزاد مسکو، مقام اول را کسب کرد. بالاشوف، دو سال بعد در اولین مسابقات قهرمانی شطرنج بزرگسالان جهان، در گروه سنی بیش از ۶۵ سال، مدال نقره را تصاحب کرد.
یوری بالاشوف، نماینده اتحاد جماهیر شوروی در چندین رویداد تیمی بوده‌است. وی در سالهای ۱۹۷۱، ۱۹۷۲و ۱۹۷۴م، در مسابقات قهرمانی دانشجویان جهان برای تیم شوروی بازی کرد و در سال ۱۹۷۱م، مدال طلای انفرادی را به دست آورد.